# Posiewnaja
Posiewnaja (ros. Посевная) – osiedle typu miejskiego w Rosji, w obwodzie nowosybirskim, w rejonie czeriepanowskim. W 2021 liczyło 4657 mieszkańców.